# نورت اسپیرفیش (داکوتای جنوبی)
نورت اسپیرفیش(به انگلیسی: North Spearfish) شهری در ایالت داکوتای جنوبی کشور ایالات متحده آمریکا است که جمعیت آن در سرشماری سال ۲۰۱۰ میلادی، ۲٬۲۲۱ نفر بوده‌است.